# ローラーホッケー

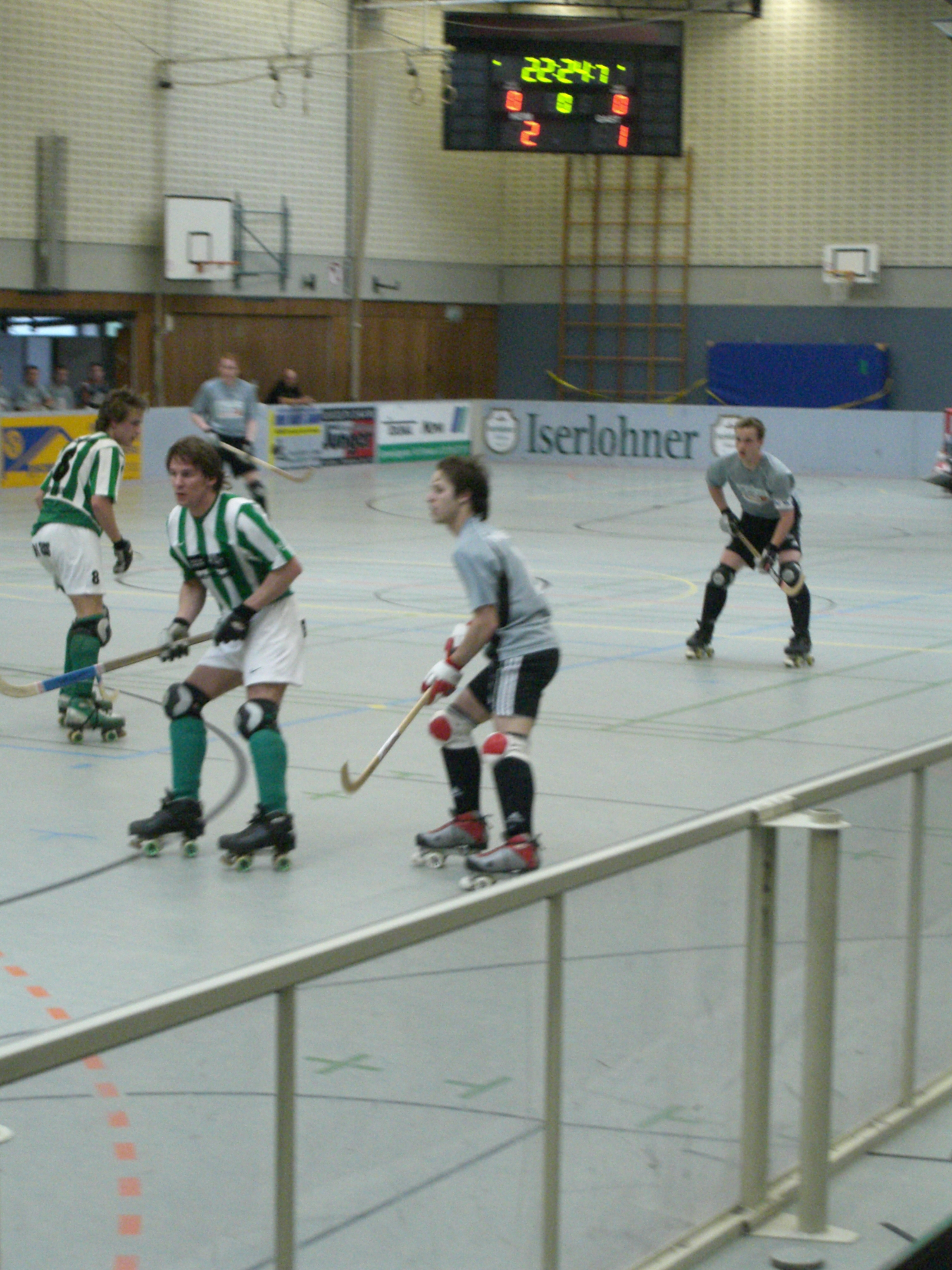
リンクホッケー

ローラーホッケー（Roller hockey）またはリンクホッケー（Rink hockey）は、ローラースケートであるクアッドスケートを履いて行うホッケー競技で、ローラースポーツのひとつ。ゴールキーパー1人を含めた1チーム5人編成で、試合時間はハーフタイム10分を間にはさみ、前半後半20分ずつで得点を競う。
また、インラインスケートを履いて行うインラインホッケーもある。インラインスケートもローラースケートの一種であった。

## 概略
ルールにはボールまたはパックを互いのゴールケイジに入れ合うホッケー的な要素があるが、ゲーム内容・ゲーム展開はフットサルとバスケットボールを組み合わせたような内容である。日本国内でのローラーホッケーの認知度は低いが、欧州では比較的盛んなスポーツのひとつでありプロリーグも存在する。サッカーが盛んな国（ブラジル・アルゼンチン・ドイツ・イタリア・イギリス・スペイン・ポルトガルなど）ではローラーホッケーも盛んで、スペインのOKリーガは世界最高峰のローラーホッケーリーグである。サッカーチームが著名なFCバルセロナは総合スポーツクラブであり、ローラーホッケーのFCバルセロナはOKリーガで最多優勝回数を誇る。
また、第7代国際オリンピック委員会 (IOC) 会長のフアン・アントニオ・サマランチもローラーホッケーでゴールキーパーとして活躍した。
ローラーホッケー、インラインホッケー（別名インラインローラーホッケー、ローラーインラインホッケー））ともにローラースポーツ競技の種目であり、国際競技連盟 (IF) はワールドスケート。日本の国内競技連盟 (NF) はワールドスケートジャパン。

## 歴史
20世紀の初めには5人制のローラーホッケーが行われており、1924年4月21日、国際ローラースケート連盟（FIPR。現：ワールドスケート）が設立されて国際ルールが制定され、1936年に連盟主催によるローラーホッケー（当時は"Ball and Cane"という名前）の第1回世界選手権大会がドイツのシュトゥットガルトで行われる。
1992年バルセロナオリンピックではローラーホッケーがオリンピックの公開競技となる。主管はフランス語の略称が変更になった国際ローラースケート連盟 (FIRS) である。
IOC後援の大会であるワールドゲームズでは1981年の第1回から第4回、および2001年に秋田で開催された第6回ワールドゲームズのおいて正式種目となったが、2005年にデュースブルクで開催された第7回ワールドゲームズからは実施されず、インラインホッケーが正式種目となった。
日本においては、1953年に日本ローラースケート連盟（2019年よりワールドスケートジャパンに改称）が設立され、1960年に第1回全日本ローラーホッケー選手権大会（2019年より全日本リンクホッケー選手権大会に改称）が開催、以後毎年開催されている。

## 競技概要

### ワールドスケート
2019年現在、ワールドスケートでのリンクホッケーのルールは以下である。
- 自動車の様に4個の車輪を四隅に配置するローラースケートであるクアッドスケートを履き[1]、スティック（木またはプラスチック製）でボール（プレスコルク製 直径72 mm、円周23 cm、155 g）[17]を相手ゴールに入れると得点になる。
- リンクサイズ：縦34～44 m×横17～22 m、アスペクト比は2:1が望ましい。
- ゴールケイジの内側サイズ:170 cm×102.5 cm
- 試合時間：前後半20分ずつの計40分、ハーフタイム10分[3][18]。その他、両チームに前後半1回ずつ1分間のタイムアウトが認められている。
- 人数：1チーム6～10人の選手登録が可能。1人控えのゴールキーパーの登録が必要。フィールドに立てるのは5人で、ゴールキーパー1人、フィールドプレーヤー4人で構成される[3][19]。試合中の選手交代は基本的にいつでも可能で、交代数に制限は無い。

#### 勝敗
時間内で得点を多く決めたチームが勝者となる。

#### 用具
- フィールドプレーヤー：グローブ、ニーパッド、レガード（シンガード）、急所カップ、エルボーパッド
- ゴールキーパー：ヘルメット（プロテクションマスク）、ボディパッド（チェストパッド）、グローブ、ニーパッド[要出典]、レガード

#### 主な反則
- ハイボール:スティックで打ったボールが規定の高さ以上になる[20]。
- ハイスティック:スティックを肩の高さより上に持って、敵味方、他のプレーヤーの身体的完全性を危険にさらす。
- ボールを故意にスケートで蹴る。

その他、ボールを手で扱う、選手交代時に一時的にリンク内が6名になる（交代する選手は先にリンクを出てから新しい選手がリンクに入らなければならない）などがある。

#### 退場
審判は選手に対して2分から5分間まで、または残り時間全ての退場を命じることが出来る。審判は3種類のカードを使用する。
- イエローカード:1回目の公式な警告を宣告するカード。
- ブルーカード:2分から5分間の一時的な退場を宣告するカード。すでにイエローカードの警告を受けている選手に適用される。
- レッドカード:試合残り時間全ての退場を宣告するカード。すでにブルーカードによって一時的な退場を命じられている選手に適用される。

ブルーカードとレッドカードは事前警告（イエローカード）無しに審判の判断によって宣告することが出来る。

### 東京都ローラースポーツ連盟
東京都ローラースポーツ連盟のローラーホッケーとワールドスケートのリンクホッケーとの主な違いは以下である。
- 履くスケートはクアッドスケートでもインラインスケートでも構わない。
- リンクサイズ：縦34～44 m×横17～22 m、標準 縦40 m×横20 m。
- ゴールケイジの内側サイズ:170 cm×105 cm
- 「ボール」ではなく「パック」と呼ばれる。

## 名称
かつては主にローラーホッケー（Roller hockey）と表記されていたが、国際ローラースポーツ連盟（FIRS。現：ワールドスケート）のウェブサイトでは2011年までに "rink hockey" に改称している。
国際ワールドゲームズ協会のサイトではワールドゲームズ2005、ワールドゲームズ2009において、インラインホッケーのことを "Roller Hockey" と呼んでいるが、ワールドゲームズ2013以降は "Inline Hockey" と呼んでいる。また同団体のYouTubeチャンネルでは
ワールドゲームズ2017の映像について "Inline Roller Hockey" と呼んでいる。
日本においては、日本ローラースポーツ連盟（現：ワールドスケートジャパン）のサイトでは2015年までに「リンクホッケー」に改称している。連盟主催で1960年から開催されている全日本ローラーホッケー選手権大会も、2019年に全日本リンクホッケー選手権大会に改称されている
ワールドスケートジャパンに加盟している東京都ローラースポーツ連盟ではルールは若干異なるが2020年現在も「ローラーホッケー」と呼んでいる。
秋田で行われたワールドゲームズ2001のサイトではローラースケーティング競技の「ホッケー」と記載されていた。